# 가산족
가산족(아랍어: الغساسنة 알가사시나[*], 또는 바누 가산(بنوغسان, Banū Ġasān; 라틴어: Ghassanidae; 고대 그리스어: Γασσανίδες, Gassanídes), 또는 자프나 왕조는 레반트와 북부 아라비아 지역에 3세기에서 7세기까지 이어진 왕국을 세운 아랍 부족이었다. 이들은 3세기 초 남아라비아에서 레반트로 이주해왔다. 이들 중 일부는 그리스화 된 기독교 공동체와 혼합되어, 몇 세기에 걸쳐 기독교로 개종하였고, 나머지는 종교적 박해를 피해 북쪽으로 이주하기 이전부터 이미 기독교도였을 수 있다.
레반트에 정착한 이후, 가산족은 비잔티움 제국의 봉신국이 되어 사산 제국과 이들의 아랍 종속국인 라족가 싸웠다. 가산족의 영토는 로마의 영토를 베두인들의 약탈로부터 막는 완충 지대 역할도 했었다.
소수의 가산족들만이 이슬람의 레반트 정복 이후 이슬람교도가 되었으며 대부분은 기독교도로 남았고 오늘날 이스라엘, 요르단, 팔레스타인, 시리아, 레바논 등지에 있는 멜키트, 시리아 교회 공동체에 합류했다.

## 전승 상의 계보와 남아라비아에서 이주
초기 이슬람 시대 기간 발달된 아랍의 계보 전통에 따르면, 가산족은 남아라비아/예멘 지역의 아즈드족의 분가로 여겨지고 있다. 이 계보 체계 하에서, 가산족의 시조는 암르 무자이퀴야 이븐 마진 이븐 아즈드(Amr Muzayqiya ibn Mazin ibn Azd)의 아들인 자프나(Jafna)로, 그를 통해서 가산족은 자프나의 형제인 타라바(Tha'laba)의 후예들인 안사르 (메디나의 부족들인 아우스족과 카즈라즈족)와 연관성이 있을 수도 있다고 한다. 역사가 브라이언 얼리치에 따르면, 가산족과 안사르족, 더 멀리는 아즈드족 간의 연관성들이 역사적으로는 미약하다고 하였는데, 이 집단들이 8세기 이후의 계보 저작물과 '퍼져나가는 아즈드족'에 관한 이야기를 제외하면 거의 각 집단들을 별개의 대상으로 보았기 때문이다. 후자의 이야기에서, 아즈드족은 예멘에서 북쪽으로 이주했고 아즈드족의 다른 집단들은 다른 방향으로 분리되어 나갔는데, 가산족이 이러한 집단 중 하나라는 것이다.
'퍼져나가는 아즈드족'의 이야기에 따르면, 가산족은 마침내 로마의 '리메스' 안에 정착하게 되었다. 가산족의 이주 전승은 프톨레마이오스의 '지리학'에서 그 근거를 발견하게 되는데, 해당 서적은 카사니타이(Kassanitai)라는 한 부족을 키나이도콜피타이와 바이티오스강 (와디 바이시로 추정)의 남쪽에 있다고 하였다. 이 부족은 대플리니우스에서는 카사니(Casani ), 디오도루스 시쿨루스에서는 가산도이(Gasandoi), 콘스탄티노폴리스 총대주교 포티오스 1세 (고대 문헌에 의존)에서는 카산드레이스(Kasandreis)라 불리던 민족일 수도 있다. 레반트로 이주한 시기가 불분명하나, 이들은 250년과 300년 사이 시리아 지역으로 처음 도달한 걸로 여겨지며, 이후의 이주 물결은 400년경이었다. 기록상으로 최초의 등장은 473년으로 보는데, 이들의 족장 아모르케소스(Amorkesos)는 비잔티움 제국에 자신들을 팔레스타인의 일부를 통제하는 '포데라티'로서의 지위를 인정하는 조약을 체결했다. 그는 이 시기 쯤에 칼케돈 기독교인이 되었을 것이다. 510년 쯤, 가산족은 더 이상은 합성론자들이 아닌, 칼케돈파였다.

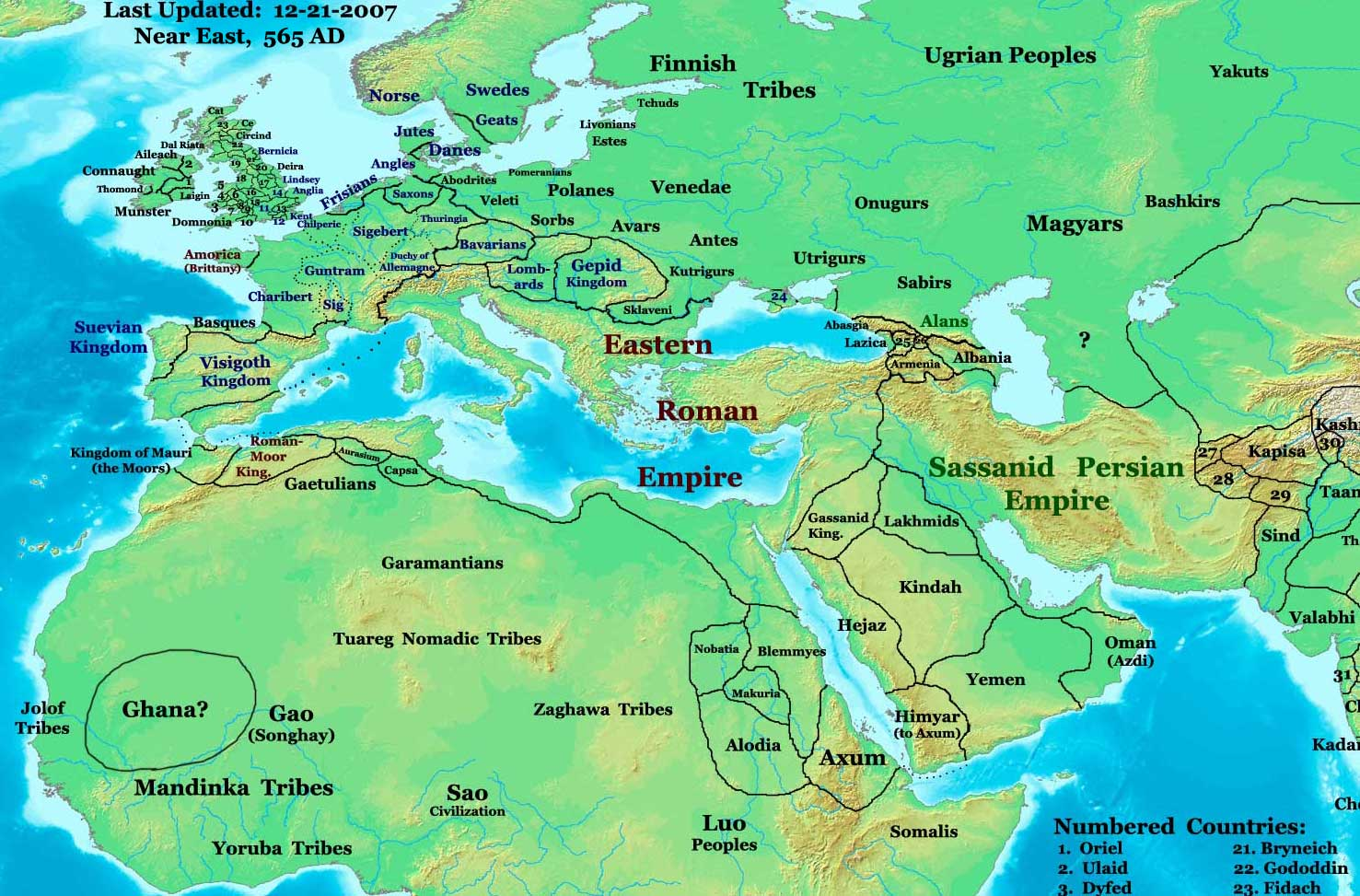
가산족과 이웃한 세력들을 나타내는, 565년의 근동.

## 비잔티움 시대
383년 율리아누스의 페르시아 원정 당시 사산조 군대와 싸웠던 '아사니테 사라센'(Assanite Saracen)의 족장 포도사케스(Podosaces)가 가산족이었을 수 있다.
레반트에 정착하고 나서 가산족은 비잔티움 제국의 봉신국이 되었다. 로마인들은 가산족이라는 강력한 동맹을 라흠족에 대한 완충 지대 역할로 세웠다. 게다가, 가산족의 왕들은 봉신 국경 지대 국가들의 지배자인 필라르크이기도 했다. 이들의 수도는 골란고원의 자비야였다. 지리적으로, 가산족은 레반트 동부에 대부분 거주했고, 이들의 세력권은 부족 간의 동맹을 통해 북부 히자즈, 저 멀리 남쪽으로는 야트립(메디나)까지 이어지는 모든 아즈드족계의 부족들까지 뻗어 있었다.

### 비잔티움-페르시아 전쟁
가산족은 비잔티움 제국과 함께 페르시아의 사산 제국 그리고 아랍의 라흠족과 싸웠다. 가산족의 영토는 비잔티움 영토에 대한 베두인들의 약탈을 막으며, 완충 지대 역할을 지속적으로 이어나갔다. 가산족의 아랍 동맹에는 바누 주담 그리고 바누 아밀라 등이 있었다.
비잔티움 측은 동방에 좀 더 집중하고 있었고 사산 페르시아와의 긴 전쟁이 항상 주요 문제 사항이었다. 가산족은 무역로의 수호자라는 자신들의 관습을 유지하였고, 라흠족들을 경계하고 비잔티움 제국을 병력의 원천이었다. 가산족의 왕 알하리스 이븐 자발라 (재위 529년–569년)는 사산족에 맞서는 비잔티움을 지원하였으며 529년에는 황제 유스티니아누스 1세로부터 외국 통치자에게 부여된 제국의 가장 높은 지위를 부여받았고, 또한 파트리키 지위도 부여받았다. 추가적으로, 알하리스 이븐 자발라는 비잔티움 제국의 모든 아랍 동맹군에 대한 통제권을 부여받았다. 알하리스는 합성론 기독교 신자였고 그는 시리아의 합성론(야곱파) 교회가 부활하도록 돕고 합성론의 발전을 지원하였지만 정통 비잔티움 교회에서는 이를 이단 행위로 여겼다. 이후에 비잔티움 측은 이러한 종교적으로 비정통 신앙으로 알문디르 3세 이븐 알하리스를 포함한 그의 후임자들에게 불신과 박해를 가했다 (569년–582년).
하메소포타미아의 알히라에 자리 잡은 라흠족들을 성공적으로 상대했던 가산족들은 경제적으로 번성하여 종교 및 공공 시설물에 많은 공을 들였으며 또한 예술에 후원을 하기도 하여 한때 이들의 궁정에서 알나비가와 하산 이븐 타비트 등 아랍 시인들이 있었다.

## 초기 이슬람 시대

### 이슬람의 시리아 정복
최초에는 이슬람교의 선지자 무함마드 (632년 사망)의 지도 하에 그리고 그 뒤로는 2대 칼리프인 우마르 (재위 634년-644년)의 지도 하에 있던 메디나의 초기 이슬람 국가는 시리아의 가산족에 대해 실패로 끝난 접촉 및 승리를 거두려 했었다. 전설 속에 싸여있는 가산족의 마지막 필라르크 자발라 이븐 알야함은 636년경의 야르무크 전투에서 이슬람 군대에 패한 자신의 부족들과 비잔티움 측의 다른 아랍 동맹군을 지휘했었다. 전해진 바에 의하면 이슬람교를 받아들인, 자발라는 기독교 신앙을 포기하고 결국에 639년경에 시리아에서 자신들의 부족을 데리고 비잔티움이 지배하던 아나톨리아로 이끌고 갔다고 전해지는데, 이 시기 쯤에 비잔티움의 시리아 영토 대부분이 이슬람에 정복되었다. 가산족과의 더 이상 협상의 진전이 없던, 이슬람의 시리아 총독 무아위야는 가산족이 오래 전에 맺은 시리아의 동맹들인 바누 칼브와 동맹을 맺는 데 성공한다. 바나 칼브 부족은 이후 무아위야가 661년에 시리아를 기반으로 한 우마이야 칼리파국의 지배자가 되었을 때 시리아 내 군사적 기반이 되었다.

### 우마이야와 아바스 시대
가산족의 상당 수는 시리아에 잔류하였고, 다마스쿠스 내와 구타 오아시스에 거주했다. 최소한 겉으로는 그리고 아마도 점차, 이 가산족들의 많은 수가 이슬람교를 받아들였으며, 특히 무아위야의 통치 시기 때 그랬다. 역사가 Nancy Khalek에 따르면, 이들은 결과적으로 초기 이슬람 시대의 시리아 내에서 없어서는 안되는 이슬람교 집단이 되었다고한다. 무아위야는 가산족을 포함하여 군사적으로 그리고 행정적으로 능숙한 시리아의 기독교인들을 활발히 찾아내었고, 가산족의 출신들은 그와 후대의 우마이야의 칼리프들을 총독, 슈르타 (친위대)의 지휘관, 필경사, 재상으로서 섬겼다. 가산족의 후손들의 일부인 탈라바(Tha'laba) 그리고 임루 알콰이스(Imru al-Qays) 등의 분가들은 우마이야 궁전의 시인, 법학자, 호라산, 아다르바이잔, 아르메니아 등 동부 지역들의 관료로서 사료들에 이름을 올렸다.
무아위야의 손자인 칼리프 무아위야 2세가 684년 제2차 이슬람 내전 와중에 후계자를 지정하지 못하고 사망하면서, 메카를 기반으로 한 칼리프 경쟁자 이븐 알주바이르의 지지자들이 우마이야의 영토 곳곳에서 들어서면서 이미 붕괴된 우마이야의 지배권은 시리아에서도 붕괴 직전에 놓였다. 시리아의 다른 부족 동맹들 그 중에서도 특히 바누 칼브와 함께 가산족은 우마이야 왕조 하에 누린 자신들의 이익을 지키기 위해 우마이야에 대한 지지를 이어나갔으며, 과거 가산족의 수도인 자비야에서 열린 시리아의 부족들의 회담에서 무아위야의 먼 친척 마르완 1세를 칼리프로 지목하였다. 한편 다마스쿠스의 총독 다하크 이븐 콰이스 알피흐리는 비밀리에 이븐 알주바이르에 대한 지지했다. 다마스쿠스의 북쪽 목초지에서 마르완이 다하크에게 함정에 빠졌던 마르즈라히트 전투 중, 다마스쿠스의 가산족 가문 자손인 야지드 이븐 아비 알님스(Yazid ibn Abi al-Nims)는 봉기를 일으켜 마르완 쪽으로 다마스쿠스의 통제권을 확보하였고 마르완은 다하크를 궤멸시키고 다마스쿠스를 확보해냈다. 그가 쓴 걸로 추정되는 시에서, 마르완은 자신을 지지한 것에 대해 시리아의 칼브족, 킨다족, 타누크족과 더불어 가산족을 칭송하였다.
그 후에 위의 부족들은 다하크와 이븐알주바이르의 지위을 받던 콰이스 부족들에 맞서는 야만 세력을 형성했다. The 콰이스-야만의 경쟁 구도는 우마이야 왕조의 쇠락에 기여하였는데, 각 세력은 각기 다른 우마이야의 왕조 구성원들과 총독들을 지지하였고, 이것이 제3차 이슬람 내전으로 이어졌다. 가산족의 샤비브 이븐 아비 말리크(Shabib ibn Abi Malik)는 다마스쿠스의 야만 세력의 우두머리였고 친콰이스 성향의 칼리프 알 왈리드 2세(재위: 743년-744년)의 암살을 공모하였다. 칼리프가 암살된 뒤, 가산족은 야만 세력의 지원을 받는 야지드 3세(재위: 744년)를 그의 후계자로 세우는 것을 돕기 위해 다마스쿠스로 진격했다. 750년에 우마이야 정권의 전복 및 이라크를 기반으로 한 아바스 칼리파국의 출현은 가산족을 포함한 "시리아의 아랍 부족들의 권력, 부, 지위에 재앙적이었다."라고 역사가 휴 N. 케네디는 평했다. 9세기경에, 가산족은 정주 생활을 받았들였으며, 지리학자 알야쿠비 (890년 사망)에게 이들이 다마스쿠스의 구타 지역과 트란스요르단의 가란달에 거주한다고 기록되었다.

### 다마스쿠스의 신학자 가문
야히야 이븐 야히야 알가사니 (750년대 사망)의 가문 그리고 아부 무시르 알가사니 (833년 사망)의 가문 등 다마스쿠스의 가산족 가문 두 곳이 초기 이슬람 시대의 시리아에서 명성이 있었다. 전자의 경우는 마르완 칼리프의 슈르타 지휘관인 야히야 이븐 콰이스(Yahya ibn Qays)의 아들이었다. 우마이야의 칼리프 우마르 2세 (재위: 717년-720년) 시기 모술의 총독직을 마치고 다마스쿠스로 복귀한, 야히야 이븐 야히야는 학술 활동을 했고 무함마드의 다마스쿠스를 거점으로 한 동료인 아부 다르다로부터 전도를 받은, 야히야의 숙부인 술라이만에게서 전달받은 무함마드가 행했다고 하는 하디스 (전통과 발언)를 전파하며 '사이드 아흘 디마슈크'(sayyid ahl Dimashq, 다마스쿠스인들의 지도자)로 알지게 되었다. 후대의 이슬람 신학자들에 따르면 야히야 이븐 야히야로부터 근원한 일부 전승들에는 다마스쿠스의 우마이야 모스크에서 세례자 요한의 머리를 발견했다는 것과, 그 외에 우마이야 모스크의 화려함과 전반적으로 우마이야 왕조를 찬미하는 등의 것들이다. 야히야 이븐 야히야의 아들들, 손자들, 증손자들, 고손자들 등은 하디스에 대한 선조들의 관심을 이어나갔고 9세기 중엽까지 다마스쿠스의 엘리트 계층의 일부로서 남아 있었다.
아부 무시르의 조부, 압드 알아라(Abd al-A'la)는 하디스 학자였고 아브 무시르는 유명한 시리아의 학자 사이드 이븐 압드 알아지즈 알타누키( Sa'id ibn Abd al-Aziz al-Tanukhi) 밑에서 수학했다. 그는 다마스쿠스의 유명한 하디스 학자가 되었고, 시리아의 행정 역사, 시리아 지역의 엘리트 계층들의 계보 그리고 학자들에 특별한 관심을 두었었다. 아바스 왕조 구성원 간의 제4차 이슬람 내전 기간, 우마이야 출신인 아부 알우마이티르 알수퍄니]가 우마이야 칼리파국의 재건을 내걸고 811년 시리아에서 권력을 잡았다. 750년에 아바스 왕조에 조부가 살해당했던 아부 무시르는 아바스를 대표하는 이라크 세력들을 업신여겼고 우마이야 왕조의 재건을 지지하였다. 그는 아부 알우마이티르의 카디 (대법학자)로 활동했으나, 우마이야의 봉기가 813년에 진압되고 몇 년 뒤 아바스에 체포되고 말았다. 그의 고손자들인 압드 알라브 이븐 무함마드(Abd al-Rabb ibn Muhammad)와 암르 이븐 압드 알아라(and Amr ibn Abd al-A'la) 역시도 다마스쿠스 학자로서 명성을 얻었다.

## 역대 왕
중세 아랍의 저술가들은 가산족에 현대 학자들이 가산족 사회의 지배 계층을 선호할 때 쓰는 용어인 가산족에 자파나 왕조라는 용어를 사용했다. 초기의 왕들은 전승에 의한 것이고, 정확한 시기는 아주 불명확하다.
1. Jafnah I ibn Amr (220년–265년)
2. Amr I ibn Jafnah (265년–270년)
3. Tha'labah ibn Amr (270년–287년)
4. al-Harith I ibn Tha'labah (287년–307년)
5. Jabalah I ibn al-Harith I (307년–317년)
6. al-Harith II ibn Jabalah 'ibn Maria' (317년–327년)
7. al-Mundhir I Senior ibn al-Harith II (327년–330년) with...
8. al-Ayham ibn al-Harith II (327년–330년) and...
9. al-Mundhir II Junior ibn al-Harith II (327년–340년) and...
10. al-Nu'man I ibn al-Harith II (327년–342년) and...
11. Amr II ibn al-Harith II (330–356년) and...
12. Jabalah II ibn al-Harith II (327년–361년)
13. Jafnah II ibn al-Mundhir I (361년–391년) with...
14. al-Nu'man II ibn al-Mundhir I (361년–362년)
15. al-Nu'man III ibn Amr ibn al-Mundhir I (391년–418년)
16. Jabalah III ibn al-Nu'man (418년–434년)
17. al-Nu'man IV ibn al-Ayham (434년–455년) with...
18. al-Harith III ibn al-Ayham (434년–456년) and...
19. al-Nu'man V ibn al-Harith (434년–453년)
20. al-Mundhir II ibn al-Nu'man (453년–472년) with...
21. Amr III ibn al-Nu'man (453년–486년) and...
22. Hijr ibn al-Nu'man (453년–465년)
23. al-Harith IV ibn Hijr (486년–512년)
24. Jabalah IV ibn al-Harith (512년–529년)
25. al-Amr IV ibn Mah'shi (529년)
26. al-Harith V ibn Jabalah (529년–569년)
27. al-Mundhir III ibn al-Harith (569년–581년) with...
28. Abu Kirab al-Nu'man ibn al-Harith (570년–582년)
29. al-Nu'man VI ibn al-Mundhir (581년–583년)
30. al-Harith VI ibn al-Harith (583년)
31. al-Nu'man VII ibn al-Harith Abu Kirab (583년–?)
32. al-Ayham ibn Jabalah (?–614년)
33. al-Mundhir IV ibn Jabalah (614년–?)
34. Sharahil ibn Jabalah (?–618년)
35. Amr IV ibn Jabalah (628년)
36. Jabalah V ibn al-Harith (628년–632년)
37. 자발라 6세 이븐 알야함 (632–638)

## 유산
가산족은 알하리스 5세와 알문디르 3세 시기에 전성기에 올랐다. 이 두 명은 특히나 이들의 적인 라흠 왕조를 상대로 비잔티움에 있어 군사적으로 성공적인 동맹이었고, 비잔티움의 남쪽 국경과 아라비아 지역에 대한 정치적 그리고 상업적 이익을 안정시켜주었다. 다른 한편, 가산족은 합성론에 열렬한 헌신을 이어나갔고, 이는 비잔티움과의 관계를 깨트리고 문디르 본인의 몰락과 추방을 가져왔으며, 586년 이후에는 가산족 연맹의 해체로 이어졌다. 합성론파인 시리아 교회에 대한 가산족의 후원은 시리아 교회의 생존과 부활에 중대했으며, 심지어는 선교 활동을 통한 아라비아가 있는 남쪽으로 전파에도 중대했었다. 역사가 워릭 볼에 의하면, 특히 아랍권에 있어 간단하고 한층 더 엄격한 일신교 형태의 기독교에 대한 가산족의 홍보 활동이 이슬람교를 촉발시켰다고 한다. 가산족의 지배는 또한 시리아 동부 언저리에 있던 아랍인들에게 상당한 번영의 시기를 가져다주었으며, 이는 도시화의 전파와 교회, 수도원, 그 외 건축물들에 대한 후원에서 확인된다. 가산족 궁정에 대한 남아있는 묘사들은 예술, 음악, 특히 아랍어로 된 시문학과 더불어, 화려한 모습과 활발한 문화 생활을 전한다. 볼의 말에 따르면, "가산족의 궁정은 이슬람 시대 칼리프 궁정이 부상하기 이전 아랍어 시문학에 있어 가장 중요한 중심지였다"라고 하며, 스르 이븐 와르단 같은 여름 궁전들에 대한 선호를 포함하여 이들의 궁정 문화는 우마이야 칼리프들과 이들의 궁전에 대한 본보기를 제공했다.
7세기에 왕국이 멸망하고 나서, 기독교와 이슬람교를 가리지 않고 몇몇 왕조들은 가산 가문의 연장선이라 주장하며 군림하였다. 비잔티움 제국의 니케포로스 왕조 외에도, 다른 지배자들도 가산족 왕가의 후손들이라 주장했다. 라술 왕조의 술탄들은 예멘에서 13세기부터 15세기를 다스렸으며, 한편 부르지 왕조의 맘루크 술탄들도 이집트에서 14세기부터 16세기까지 다스렸다. 가산족 왕가의 후예들이라는 칭호를 지닌 마지막 통치자들은 레바논의 아쿠라(Akoura, 1211년에서 1641년까지)와 즈가르타즈와이야(1643년부터 1747년까지)의 작은 공국을 다스려던 레바논산의 기독교인 셰이크들인 알케모르들이었다.

## 같이 보기
- 살리흐족
- 라술족

## 참고 문헌
- Athamina, Khalil (1994). “The Appointment and Dismissal of Khālid b. al-Walīd from the Supreme Command: A Study of the Political Strategy of the Early Muslim Caliphs in Syria”. 《Arabica》 41 (2): 253–272. doi:10.1163/157005894X00191. JSTOR 4057449.
- Ball, Warwick (2000). 《Rome in the East: The Transformation of an Empire》. London: Routledge. ISBN 0-203-02322-6.
- Bukharin, Mikhail D. (2009). “Towards the Earliest History of Kinda” (PDF). 《Arabian Archaeology and Epigraphy》 20 (1): 64–80. doi:10.1111/j.1600-0471.2008.00303.x.[깨진 링크]
- Crone, Patricia (1980). 《Slaves on Horses: The Evolution of the Islamic Polity》. Cambridge: Cambridge University Press. ISBN 0-521-52940-9.
- Cuvigny, Hélène; Robin, Christian (1996). “Des Kinaidokolpites dans un ostracon grec du désert oriental (Égypte)”. 《Topoi. Orient-Occident》 6 (2): 697–720.
- Donner, Fred M. (1981). 《The Early Islamic Conquests》. Princeton: Princeton University Press. ISBN 0-691-05327-8.
- Fisher, Greg (2018). 〈Jafnids〉.   Oliver Nicholson. 《The Oxford Dictionary of Late Antiquity》. 2: J–Z. Oxford University Press. 804쪽. ISBN 978-0-19-866277-8.
- Fowden, Elizabeth Key (1999). 《The Barbarian Plain: Saint Sergius Between Rome and Iran》. Berkeley and Los Angeles: University of California Press. ISBN 0-520-21685-7.
- Greatrex, Geoffrey; Lieu, Samuel N. C. (2002). 《The Roman Eastern Frontier and the Persian Wars (Part II, 363–630 AD)》. London: Routledge. ISBN 0-415-14687-9.
- Kennedy, Hugh (2010). 〈Syrian Elites from Byzantium to Islam: Survival or Extinction?〉.   Haldon, John. 《Money, Power and Politics in Early Islamic Syria: A Review of Current Debates》. Farnham and Burlington: Ashgate. 181–199쪽. ISBN 9780754668497.
- Khalek, Nancy (2011). 《Damascus after the Muslim Conquest: Text and Image in Early Islam》. New York: Oxford University Press. ISBN 978-0-19-973651-5.
- Madelung, Wilferd (2000). “Abūʾl-Amayṭar al-Sufyānī”. 《Jerusalem Studies in Arabic and Islam》 24: 327–341.
- Millar, Fergus: "Rome's 'Arab' Allies in Late Antiquity". In: Henning Börm - Josef Wiesehöfer (eds.), Commutatio et Contentio. Studies in the Late Roman, Sasanian, and Early Islamic Near East. Wellem Verlag, Düsseldorf 2010, pp. 159–186.
- Shahîd, Irfan (1965). 〈Ghassān〉.   Lewis, B.; Pellat, Ch.; Schacht, J. 《The Encyclopaedia of Islam, New Edition, Volume II: C–G》. Leiden: E. J. Brill. 462–463쪽.
- Shahîd, Irfan (1991). 〈Ghassānids〉.   카즈단, 알렉산더. 《옥스퍼드 비잔티움 사전》. 옥스퍼드 및 뉴욕: 옥스퍼드 대학교 출판부. ISBN 0-19-504652-8.
- Shahîd, Irfan (1995). 《Byzantium and the Arabs in the Sixth Century》 1. Washington, DC: Dumbarton Oaks. ISBN 978-0-88402-214-5.
- Ulrich, Brian (2019). 《Arabs in the Early Islamic Empire: Exploring al-Azd Tribal Identity》. Edinburgh: Edinburgh University Press. ISBN 978-1-4744-3682-3.